# دانشگاه ویلکس
دانشگاه ویلکس یک دانشگاه خصوصی در ویلکس-بار، پنسیلوانیا است. در حال حاضر این دانشگاه بیش از ۲۲۰۰ دانشجوی کارشناسی و بیش از ۲۲۰۰ دانشجوی کارشناسی ارشد (تمام وقت و پاره وقت) دارد.
ویلکس در سال ۱۹۳۳ به عنوان پردیس اقماری دانشگاه بوکنل تأسیس و در سال ۱۹۴۷ به یک مؤسسه مستقل تبدیل و نام خود را کالج ویلکس، به نام جان ویلکس سیاستمدار رادیکال انگلیسی گذاشت. این مدرسه در ژانویه ۱۹۹۰ وضعیت دانشگاه را دریافت کرد. این دانشگاه در بین «دانشگاه‌های دکتری/حرفه ای» طبقه‌بندی می‌شود. دانشگاه ویلکس توسط کمیسیون آموزش عالی انجمن کالج‌ها و مدارس متوسطه ایالات میانه اعتبار گرفته‌است.